# Board of Control for Cricket in India
Pour les articles homonymes, voir BCCI.
Le Board of Control for Cricket in India ou BCCI est l'instance dirigeante du cricket en Inde. Membre de l'International Cricket Council, cette fédération, fondée en 1928, compte vingt-sept associations membres. Le BCCI gère notamment l'équipe d'Inde ainsi que les compétitions nationales indiennes.

## Membres
Le compte rendu de l'Apex Council, du BCCI daté du 18 mars 2024 liste les membres suivants:  
Président: Roger Binny.
Secrétaire: Jay Shah.
Trésorier: Ashish Shelar.
Vice-président: Rajeev Shukla.
Secrétaire adjoint: Devajit Saikia.
Conseiller: Khairul Jamal Majumdar.
Représentant de l'ICA (masculin): Dilip Vengsarkar.
Représentant de l'ICA (féminin): Shubhangi Kulkarni. 
La présence d'Ashish Shelar et de Jay Shah illustrent la proximité de la direction du BCCI avec le Bharatiya Janata Party (BJP) de Narendra Modi. Parallèlement à ses fonctions de trésorier du BCCI, Ashish Shelar préside notamment la section de Mumbai du BJP. Jay Shah est quant à lui, le fils d'Amit Shah qui accède au poste de ministre de l'intérieur de l'Inde à partir de mai 2019.   

## Rôle
Le BCCI organise notamment les principales compétitions de cricket en Inde. L'Indian Cricket League est une exception notable : organisée par un groupe de médias, elle n'est pas reconnue par le BCCI et, à ce titre, les joueurs qui y participent sont généralement bannis du cricket mondial.
Principales compétitions :
| Compétitions          | Format      | Principe                                                                                             |
| --------------------- | ----------- | --- |
| Ranji Trophy          | first-class | 27 équipes représentant des états ou des villes                                                      |
| Irani Tropy           | first-class | match unique entre le vainqueur du Ranji Trophy de la saison précédente et le reste de l'Inde        |
| Duleep Trophy         | first-class | 5 équipes de « zones » regroupant chacune les meilleurs joueurs de plusieurs équipes du Ranji Trophy |
| Deodhar Trophy        | list A      | 5 équipes de zones                                                                                   |
| Challenger Trophy     | list A      | 3 sélections indiennes                                                                               |
| Indian Premier League | Twenty20    | 8 franchises                                                                                         |